# Brachyanax costalis
Brachyanax costalis är en tvåvingeart som beskrevs av Neal L. Evenhuis 1981. Brachyanax costalis ingår i släktet Brachyanax och familjen svävflugor.
Artens utbredningsområde är Laos. Inga underarter finns listade i Catalogue of Life.